# 侯加昌
侯加昌（罗马拼音：Houw Ka-Tjong，1942年8月—），祖籍广东省梅州市梅县，出生于荷属东印度（今印度尼西亚）三寶瓏市，中国男子羽毛球运动员，活跃于60至70年代，后担任教练员。

## 生平
侯加昌在1960年從印度尼西亚回到中国，次年在福建省当运动员。
1981年末，侯加昌成为教练员，开始執教中國女子羽毛球隊，曾培養出女雙世界冠軍林瑛、吴迪西。

## 著作
- 侯加昌. . 北京市: 中國華僑出版社. 2008. ISBN 9787802225893.